# Heorhij-Gongadse-Preis
Der Heorhij-Gongadse-Preis  (ukrainisch Премія імені Георгія Ґонґадзе; englisch George Gongadze Prize) ist ein jährlicher Preis für unabhängige Journalisten, die in der Ukraine arbeiten. Er wird am 21. Mai, dem Geburtstag von Heorhij Gongadse, verliehen.
Mit dem Preis sollen jene Journalisten unterstützt werden, die sich nicht vor Herausforderungen scheuen, die in der Lage sind, innovative Wege der Informationsvermittlung zu finden, die zur Umsetzung liberaler Reformen in der Ukraine beitragen, die neue Möglichkeiten für das gesamte Medienumfeld eröffnen, die in der Lage sind, Nachhaltigkeit in ihrer Arbeit zu schaffen und die ihren beruflichen Prinzipien und Werten treu bleiben.
Der Journalistenpreis wurde im Jahr 2019 von PEN Ukraine in Kooperation mit der Kyiv-Mohyla Business School (kmbs), dem kmbs-Alumniplattform und dem Ukrajinska Prawda ins Leben gerufen.

## Preisträger
- 2019 – Wachtang Kipiani[2]
- 2020 – Pawlo Kasarin[3]
- 2021 – Myroslawa Bartschuk[4]
- 2022 – Jewhen Maloljetka und Mstyslaw Tschernow[5]
- 2023 – Bohdan Lohwynenko[6]
- 2024 – Tetjana Troschtschynska[7]
- 2025 – Ivan Lubysh-Kirdey[8]